# Liste der Landtagswahlkreise in Thüringen

Karte der Wahlkreise für die Landtagswahl 2024

Karte der Wahlkreise für die Landtagswahl 2019

Karte der Wahlkreise für die Landtagswahl 2014

Die Liste der Landtagswahlkreise in Thüringen listet alle Wahlkreise zur Wahl des Thüringer Landtags auf.

## Aktuell
Dem Thüringer Landtag gehören regulär 88 Abgeordnete an. Hiervon werden 44 über Landeslisten (Zweitstimme) und weitere 44 über Wahlkreise gewählt. Der Wahlkreiskandidat mit relativer Mehrheit ist jeweils gewählt. Bei Stimmgleichheit entscheidet das Los, das der Kreiswahlleiter zieht.
Das Landeswahlgesetz sieht in § 5 Abs. 6 Ausgleichsmandate vor, wenn eine Partei mehr Wahlkreisabgeordnete stellt, als ihr nach der Zweitstimme zustehen würden (Überhangmandate). Es ist also immer sichergestellt, dass die Stärke der Fraktionen dem Zweitstimmenergebnis entspricht.
Die sich aus den Vorgaben des § 2 des Landeswahlgesetzes ergebende Wahlkreiseinteilung ist in der Anlage zu § 2 Abs. 1 des Landeswahlgesetzes festgelegt.
Bei der ersten Landtagswahl 1990 galt noch eine andere Einteilung, siehe dazu Liste der Landtagswahlkreise in Thüringen 1990.
Zur Landtagswahl in Thüringen 2024 besteht folgender Zuschnitt der Wahlkreise:
| Nr. | Wahlkreis                                     | Gebiet |  | Nr. | Wahlkreis                                 | Gebiet |
| --- | --------------------------------------------- | --- |  | --- | ----------------------------------------- | --- |
| 1   | Eichsfeld I                                   | Landkreis Eichsfeld (westlicher Teil um Heilbad Heiligenstadt)                                                          |  | 23  | Ilm-Kreis II                              | Ilm-Kreis (nördlicher Teil um Arnstadt) |
| 2   | Eichsfeld II                                  | Landkreis Eichsfeld (östlicher Teil um Leinefelde-Worbis)                                                               |  | 24  | Erfurt I                                  | Erfurt (Ortsteile im Norden und Osten) |
| 3   | Nordhausen I                                  | Landkreis Nordhausen (alle Gemeinden außer Nordhausen)                                                                  |  | 25  | Erfurt II                                 | Erfurt (Andreasvorstadt, Berliner Platz, Brühlervorstadt, Ilversgehofen, Johannesplatz und dörfliche Ortsteile im Westen)                                                               |
| 4   | Nordhausen II                                 | Landkreis Nordhausen (Stadt Nordhausen)                                                                                 |  | 26  | Erfurt III                                | Erfurt (Altstadt, Johannesvorstadt, Krämpfervorstadt, Löbervorstadt sowie dörfliche Ortsteile im Südwesten)                                                                             |
| 5   | Wartburgkreis I                               | Wartburgkreis (südlicher Teil um Bad Salzungen)                                                                         |  | 27  | Erfurt IV                                 | Erfurt (Daberstedt, Herrenberg, Melchendorf, Wiesenhügel sowie dörfliche Ortsteile im Südosten)                                                                                         |
| 6   | Wartburgkreis II                              | Wartburgkreis (Gerstungen, Werra-Suhl-Tal und Eisenach)                                                                 |  | 28  | Saalfeld-Rudolstadt I                     | Landkreis Saalfeld-Rudolstadt (westlicher Teil um Rudolstadt und das Schwarzatal) |
| 7   | Wartburgkreis III                             | Wartburgkreis (östlicher und nördlicher Teil von Barchfeld über Wutha-Farnroda bis nach Treffurt)                       |  | 29  | Saalfeld-Rudolstadt II                    | Landkreis Saalfeld-Rudolstadt (östlicher und südlicher Teil um Saalfeld) |
| 8   | Unstrut-Hainich-Kreis I                       | Unstrut-Hainich-Kreis (nordwestlicher Teil um Mühlhausen)                                                               |  | 30  | Weimarer Land I – Saalfeld-Rudolstadt III | Landkreis Saalfeld-Rudolstadt (Gemeinden Uhlstädt-Kirchhasel und Remda-Teichel), Landkreis Weimarer Land (südlicher Teil um Blankenhain und Bad Berka und westlicher Teil im Grammetal) |
| 9   | Unstrut-Hainich-Kreis II                      | Unstrut-Hainich-Kreis (südöstlicher Teil um Bad Langensalza)                                                            |  | 31  | Weimar I – Weimarer Land II               | Landkreis Weimarer Land (nordöstlicher Teil um Apolda), Weimar (Stadtteile Schöndorf, Süßenborn und Tiefurt)                                                                            |
| 10  | Kyffhäuserkreis I                             | Kyffhäuserkreis (westlicher Teil um Sondershausen)                                                                      |  | 32  | Weimar II                                 | Weimar (alle Stadtteile außer Schöndorf, Süßenborn und Tiefurt/Dürrenbacher Hütte) |
| 11  | Kyffhäuserkreis II                            | Kyffhäuserkreis (östlicher Teil um Bad Frankenhausen und Artern)                                                        |  | 33  | Saale-Orla-Kreis I                        | Saale-Orla-Kreis (südlicher Teil um Schleiz und Bad Lobenstein) |
| 12  | Schmalkalden-Meiningen I                      | Landkreis Schmalkalden-Meiningen (südlicher Teil um Meiningen)                                                          |  | 34  | Saale-Orla-Kreis II                       | Saale-Orla-Kreis (nördlicher Teil um Pößneck und Neustadt an der Orla) |
| 13  | Schmalkalden-Meiningen II                     | Landkreis Schmalkalden-Meiningen (nördlicher Teil um Schmalkalden ohne Zella-Mehlis und Oberhof)                        |  | 35  | Saale-Holzland-Kreis I                    | Saale-Holzland-Kreis (südlicher Teil um Kahla und Stadtroda) |
| 14  | Gotha I                                       | Landkreis Gotha (südlicher Teil um Waltershausen und Ohrdruf)                                                           |  | 36  | Saale-Holzland-Kreis II                   | Saale-Holzland-Kreis (nördlicher Teil um Eisenberg und Camburg) |
| 15  | Gotha II                                      | Landkreis Gotha (Stadt Gotha und Gemeinde Hörsel)                                                                       |  | 37  | Jena I                                    | Jena (westlicher Teil) |
| 16  | Sömmerda I – Gotha III                        | Landkreis Gotha (nördliche und östliche Teile), Landkreis Sömmerda (südlicher Teil)                                     |  | 38  | Jena II                                   | Jena (östlicher Teil) |
| 17  | Sömmerda II                                   | Landkreis Sömmerda (nördlicher Teil um Sömmerda und Kölleda)                                                            |  | 39  | Greiz I                                   | Landkreis Greiz (westlicher Teil um Zeulenroda-Triebes und Weida) |
| 18  | Hildburghausen I – Schmalkalden-Meiningen III | Landkreis Hildburghausen (südlicher Teil um Hildburghausen), Landkreis Schmalkalden-Meiningen (Gemeinde Grabfeld)       |  | 40  | Greiz II                                  | Landkreis Greiz (östlicher Teil um Greiz und Ronneburg) |
| 19  | Sonneberg I                                   | Landkreis Sonneberg (südlicher Teil um Sonneberg)                                                                       |  | 41  | Gera I                                    | Gera (nördliche Stadtteile) |
| 20  | Hildburghausen II – Sonneberg II              | Landkreis Sonneberg (nördlicher Teil um Neuhaus am Rennweg), Landkreis Hildburghausen (nördlicher Teil um Schleusingen) |  | 42  | Gera II                                   | Gera (südliche Stadtteile mit Lusan) |
| 21  | Suhl – Schmalkalden-Meiningen IV              | Suhl, Landkreis Schmalkalden-Meiningen (Stadt Zella-Mehlis und Stadt Oberhof)                                           |  | 43  | Altenburger Land I                        | Landkreis Altenburger Land (westlicher Teil um Schmölln und Meuselwitz) |
| 22  | Ilm-Kreis I                                   | Ilm-Kreis (südlicher Teil um Ilmenau)                                                                                   |  | 44  | Altenburger Land II                       | Landkreis Altenburger Land (östlicher Teil um Altenburg) |